# Anders Widmark and The Soul Quartet
Anders Widmark and The Soul Quartet är ett musikalbum av Anders Widmark från 1993. Det är en av de första svenska skivorna där jazz blandas med hiphop och acidjazz influenser. 

## Låtlista
1. Opener (Anders Widmark)
2. Moose the Mooche (Charlie Parker)
3. Blue Suede Shoes (Carl Perkins)
4. Spiff (Dan Strömkvist)
5. She Was Too Good to Me (Richard Rogers/Lorenz Hart)
6. AW (Anders Widmark)
7. It's All Money Now (Anders Widmark/Steve Dobrogosz)
8. Image [wurlitzer version] (Anders Widmark/Pål Svenre)
9. Dedication (Dan Strömkvist)
10. What's Your Identity (Anders Widmark/ Dan Strömkvist /Hans Backenroth)
11. Truckdriver (Anders Widmark)
12. Train Traveller Tune (Anders Widmark/Pål Svenre)

## Medverkande
- Anders Widmark
- Soul Quartet